# West End (Boston)
Pour les articles homonymes, voir West End.
West End est un quartier de Boston, Massachusetts, délimitée par la Cambridge Street au sud, la rivière Charles à l'ouest et la Washington Street au nord et au nord-est, et de la  New-Sudbury Street à l'est. Beacon Hill est au sud, et le North End est à l'est. La région est connue pour, à la fin des années 1950, un projet de renouvellement urbain par le grand quartier juif italien qui est rasé et le réaménagement de la zone.

## Géographie
West End occupe la partie nord-ouest de la péninsule de Shawmut. Une grande partie de la terre sur laquelle se trouve le quartier est le produit du remblaiement.  À partir de 1807, les parties de Beacon Hill ont été utilisés pour remplir une petite baie et l'étang du moulin qui séparait Beacon Hill et du West End du North End . Aujourd'hui le quartier est principalement constitué de superblocs contenant hautes tours résidentielles. Le West End borde la Charles River entre le Longfellow Bridge et le Charles River Dam Bridge (en) (barrage de la Charles River.) L'aire de jeu Charlesbank longe la rive de la rivière, mais est séparée du reste du quartier par le Storrow Drive (en), une grande autoroute qui traverse la ville.

## Démographie
Au Recensement de 2010 (census 2010) la population du quartier s'élevait à 4 080 habitants contre 3 609 au Recensement de 2000 soit une baisse de 13,1 %. La population de West End est composée majoritairement de Blancs (70,7 %) devant les Asiatiques (16,7 %), les Hispaniques (6,1 %) et les Noirs (3,8 %). Le nombre d'habitations est de 2 896 contre 2 554 en 2000 soit une augmentation de 13,4 % avec un taux d'occupation en baisse passant de 93,1 % à 89,3%.
Le revenu moyen en 2009 s'élevait à 81 397 dollars, avec 7 % population ayant un revenu inférieur à 10 000 dollars et 13,1 % supérieur à 200 000 dollars.

## Personnalités liées
- Jules Aarons (en),
- James George Barbadoes (en),
- Jennie Loitman Barron (en),
- Bernard Berenson,
- Lawrence Berk,
- Hyman Bloom (en),
- Buddy Clark,
- John P. Coburn (en),
- Thomas Dalton (abolitionist) (en),
- George W. Forbes (en),
- Eliza Ann Gardner (en),
- Leonard Grimes (en),
- Alan L. Gropman (en),
- Primus Hall (en),
- Lewis Hayden (en),
- John T. Hilton (en),
- Robert Dwyer Joyce,
- Joseph E. Levine,
- Barzillai Lew (en),
- Annie Londonderry,
- Thomas Melvill (American patriot) (en),
- Leonard Nimoy,
- John Boyle O'Reilly,
- Harrison Gray Otis (politician) (en),
- Thomas Paul (Baptist minister) (en),
- Sumner Redstone,
- Ruth Roman,
- George Lewis Ruffin (en),
- Florida Ruffin Ridley (en),
- John J. Smith (en),
- Isaac H. Snowden (en),
- Susie Taylor,
- David Walker (abolitionniste),
- Daniel A. Whelton (en)

## Galerie d'images

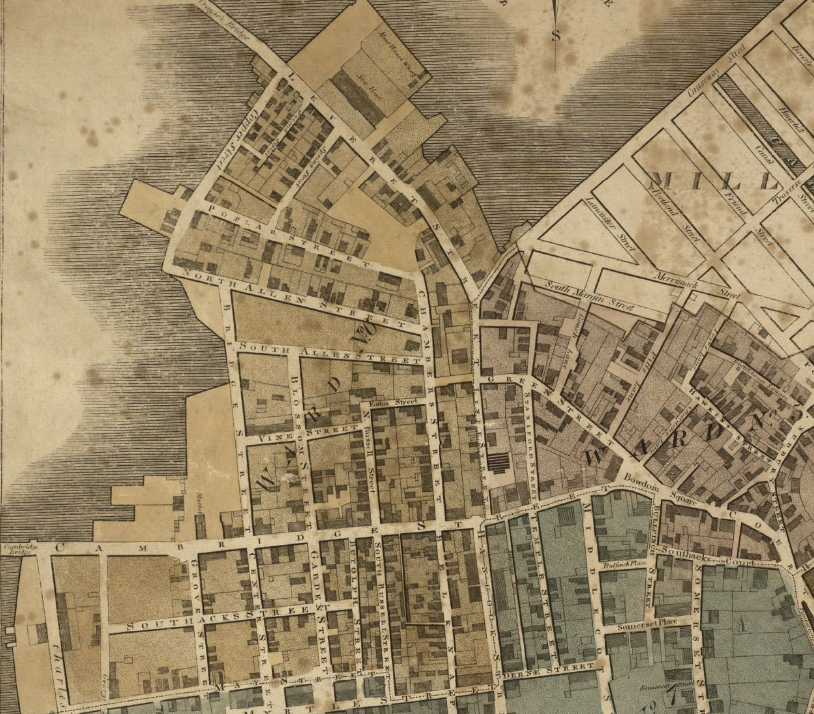
West End, 1814
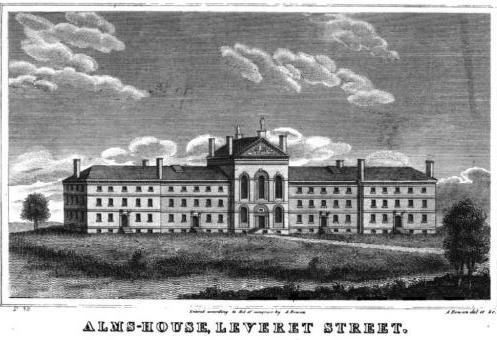
Almshouse, Leverett St., 1828
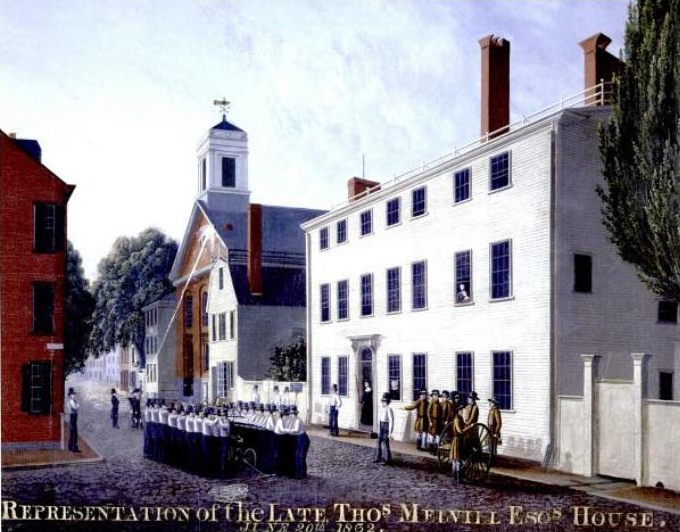
Maison de Thomas Melvill, Green Street, 1832
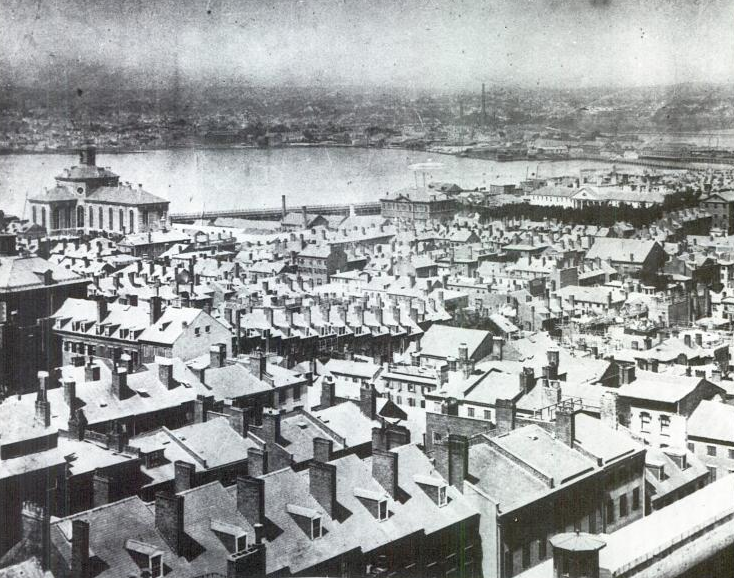
Vue de West End, c. 1850s
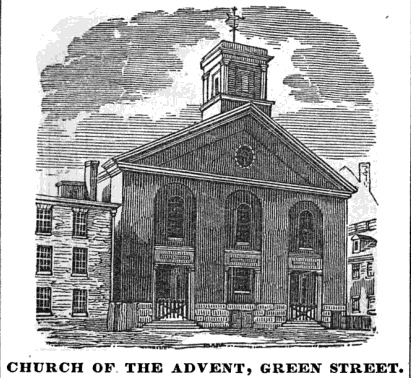
Église the Advent, vers 1850
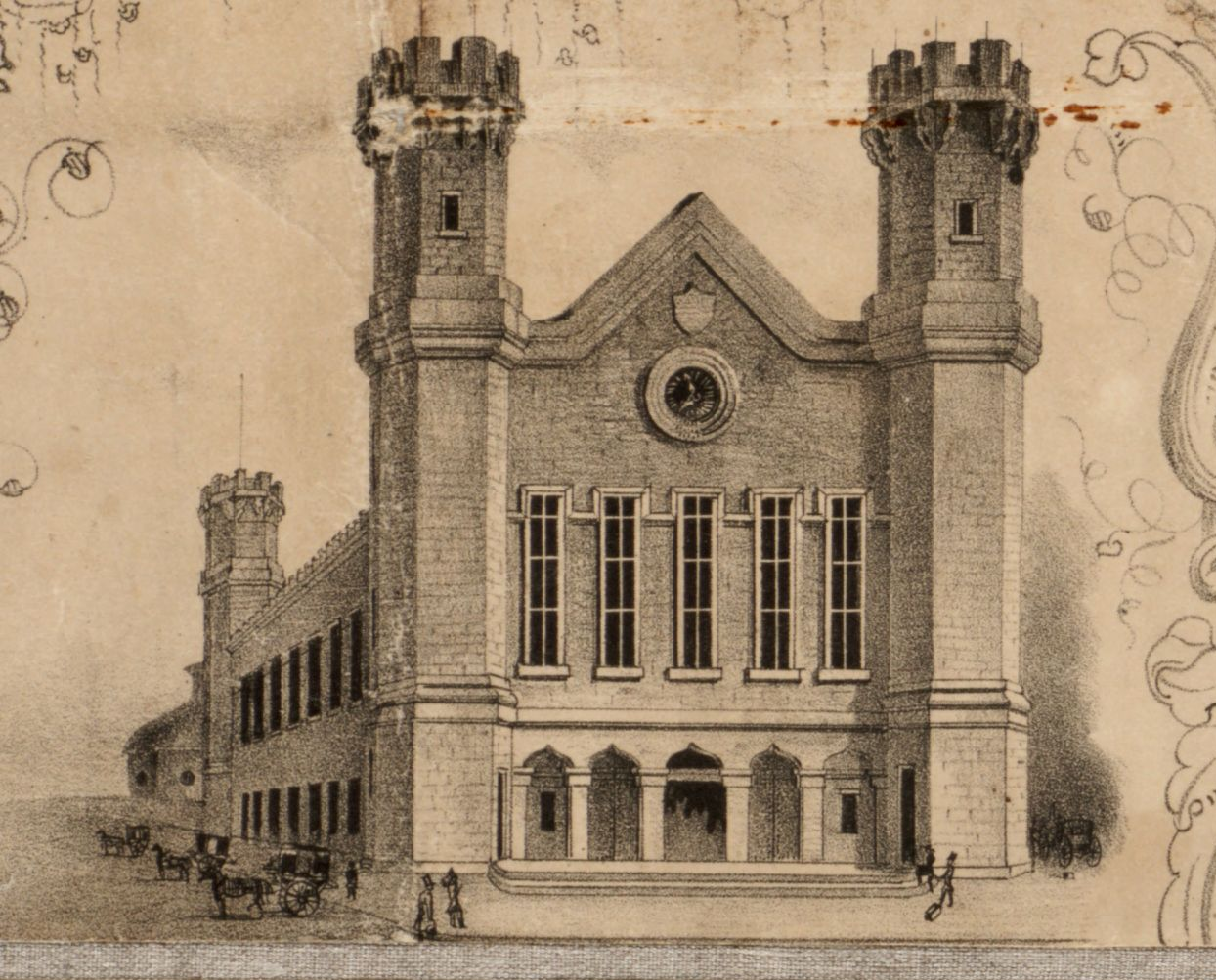
Dépôt Fitchburg, Causeway Street, 1852
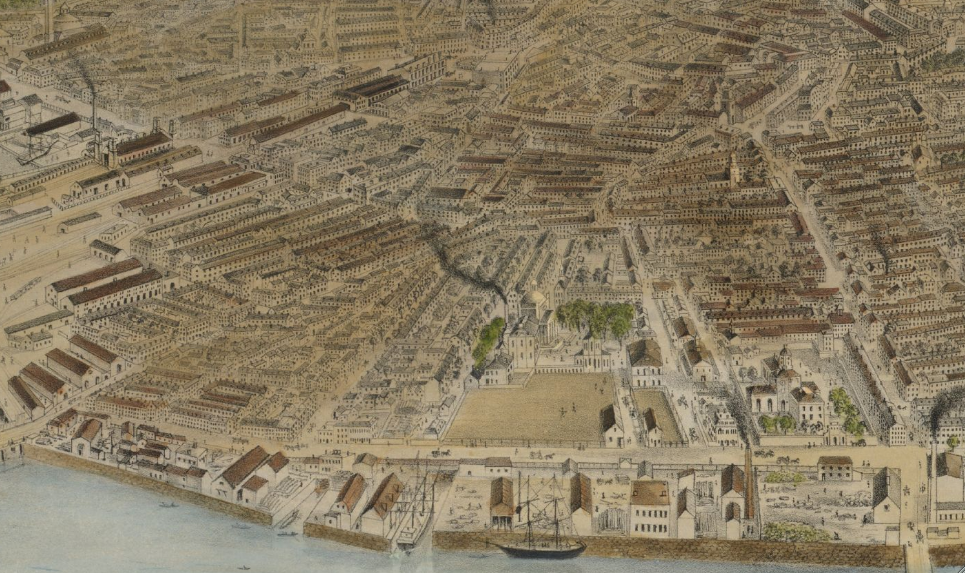
Vue de West End, 1870
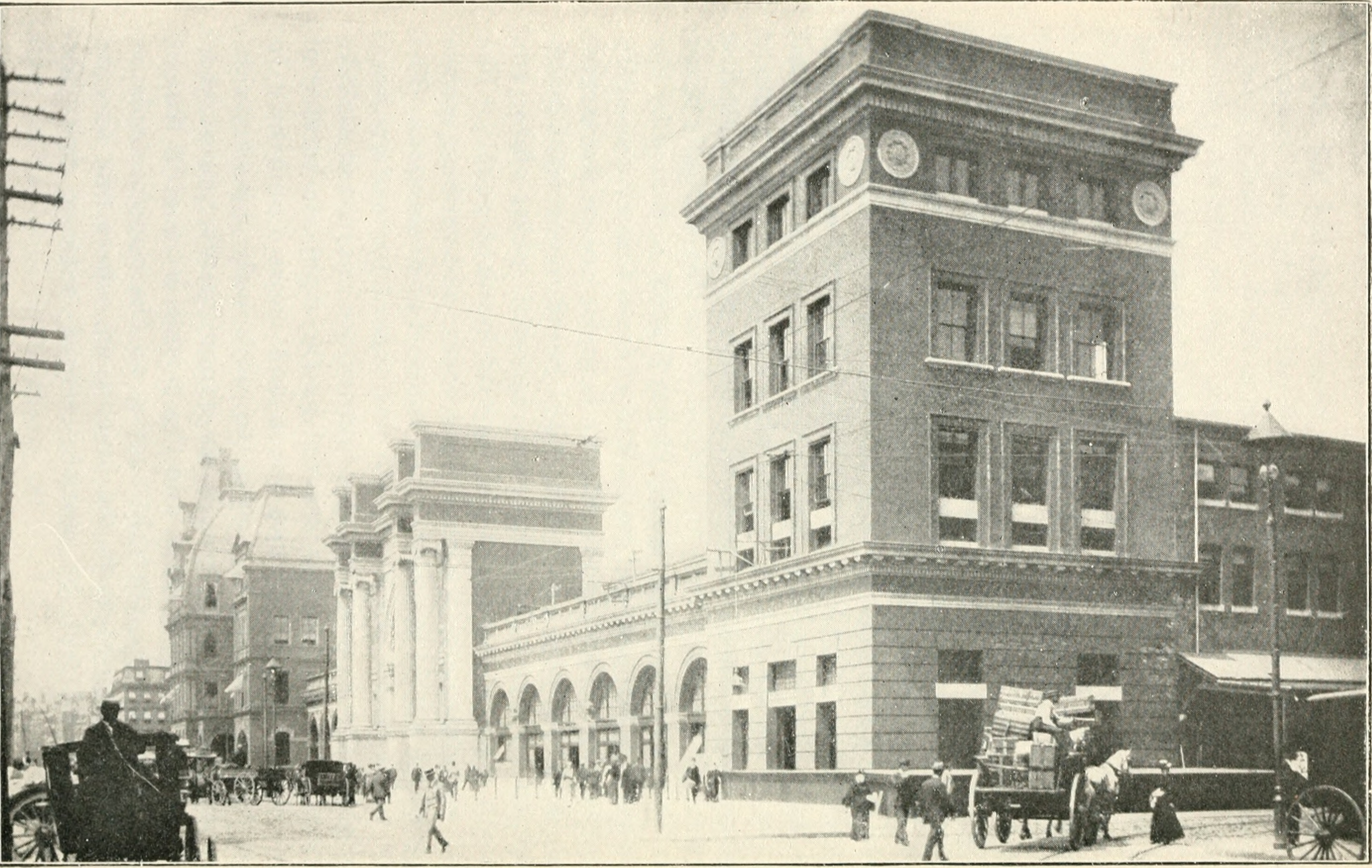
North Station, Causeway Street, c. 1903
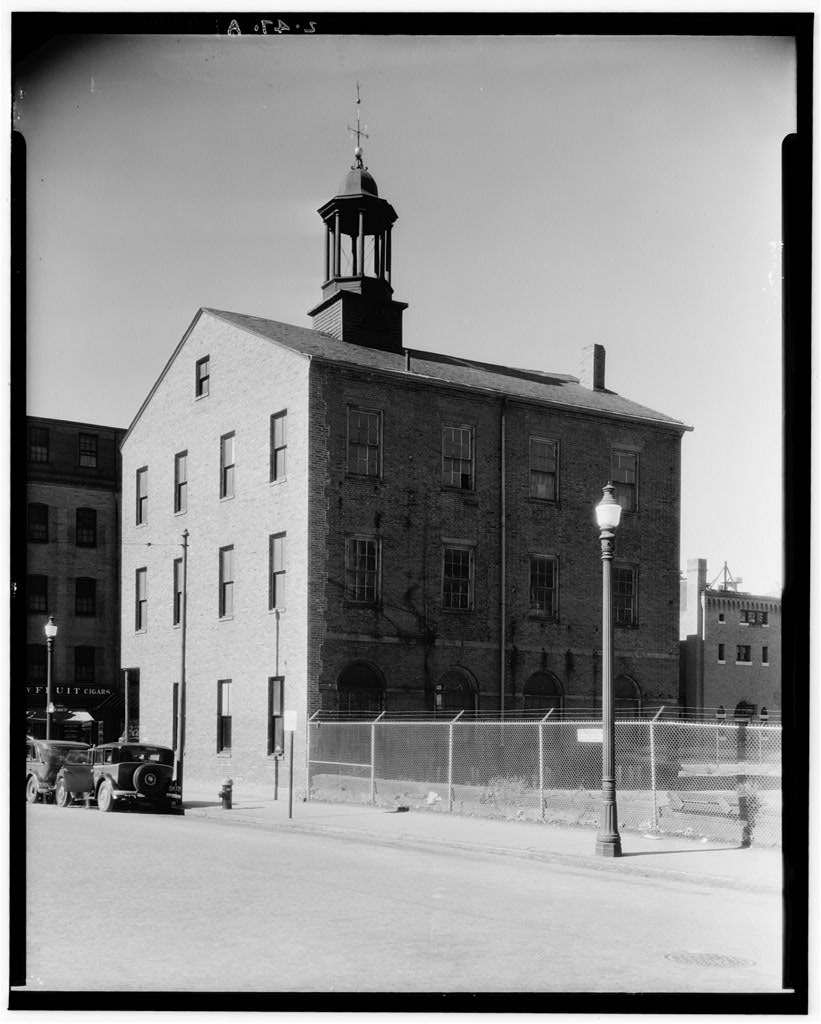
Parkman Market, Cambridge et North Grove Streets, Boston, 1934
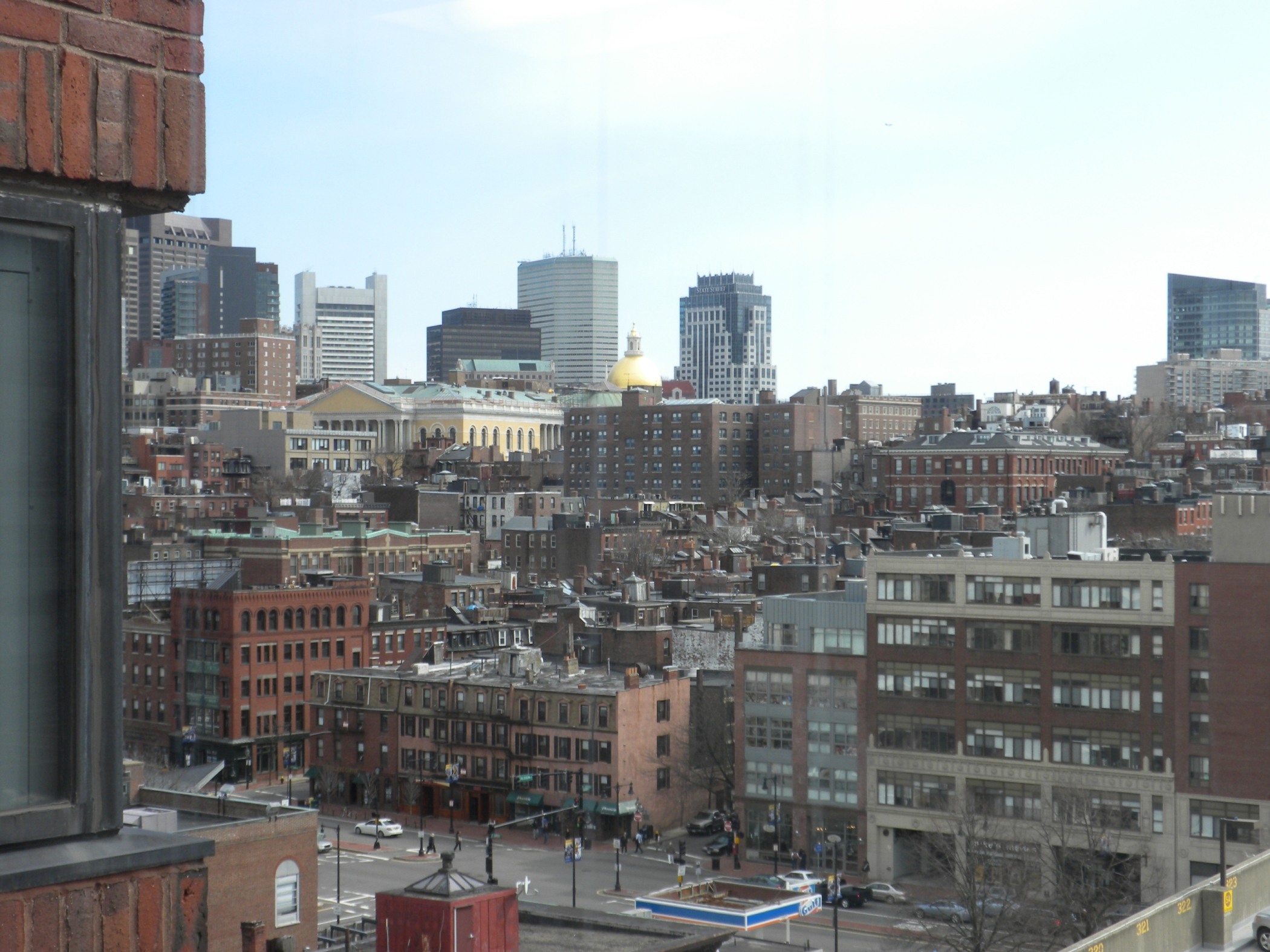
Vue de Cambridge Street, de Beacon Hill, 2010